# Polisbåt 59-3740 Victor
59-3740 Victor är en svensk polisbåt, som levererades till Sjöpolisen i Göteborg på Tångudden i Långedrag 2018.
Polisbåten är av typ Vector 32 , ritad av Petter Håkanson (född 1956) och byggd i aluminium av Vector Proboat AB i Vallentuna. Den drivs av två Mercury Verado 300 hästkrafters utombordsmotorer och kan gå i omkring 45 knop. Den har en normalbesättning på två personer och kan ta upp till åtta personer sammanlagt.
Totala längden är 10,6 meter, skrovlängden är 9,6 meter och längden i vattenlinjen 7,97 meter. Den är 2,72 meter bred och har ett djupgående på 0,6 meter.